# Gertrud Rudloff-Hille
Gertrud Rudloff-Hille (* 5. Januar 1900 in Blasewitz als Gertrud Hille; † 13. Oktober 1983 in Leipzig) war eine deutsche Kunst- und Theaterhistorikerin. Sie wirkte in Folge als Leiterin des Städtischen Museums Zwickau sowie als Direktorin der Staatlichen Kunstsammlungen Dresden.

## Leben
Rudloff-Hille studierte 1919 bis 1924 Kunstgeschichte und Deutsche Philologie an der Universität Leipzig, wo sie u. a. auch Vorlesungen des Theaterwissenschaftlers und Germanisten Albert Köster hörte. Rudloff-Hille schloss ihr Studium mit einer Dissertation ab. 1925 bis 1930 arbeitete sie am Deutschen Theatermuseum München als wissenschaftliche Mitarbeiterin des Direktors Franz Rapp. In dieser Zeit wirkte sie zudem bei der Planung und Organisation der Deutsche Theaterausstellung 1927 in Magdeburg mit. Ab 1946 leitete Rudloff-Hille das Städtische Museum Zwickau, wo sie u. a. 1947 unter Mitwirkung von Karl-Heinz Schuster eine große Ausstellung Max Pechsteins ausrichtete. 1951 wechselte sie als Direktorin an die Staatlichen Kunstsammlungen Dresden. Sie leitete die Staatlichen Kunstsammlungen Dresden in der von Wiederaufbau des Zwingers und Rückkehr der Sammlungsbestände geprägten Zeit bis 1960.
Rudloff-Hille widmete sich auch in dieser Zeit der Theatergeschichte, so wurde unter ihrer Ägide die „Abteilung Barocktheater“ als Ausstellung im Dresdener Zwinger 1953/54 eingerichtet. Zudem widmete sich Rudloff-Hille der theaterhistorischen Abteilung des Lessingmuseums Kamenz, das in dieser Zeit ihr Ehemann Otto Rudloff leitete.